# Sächsische Staatskapelle Dresden

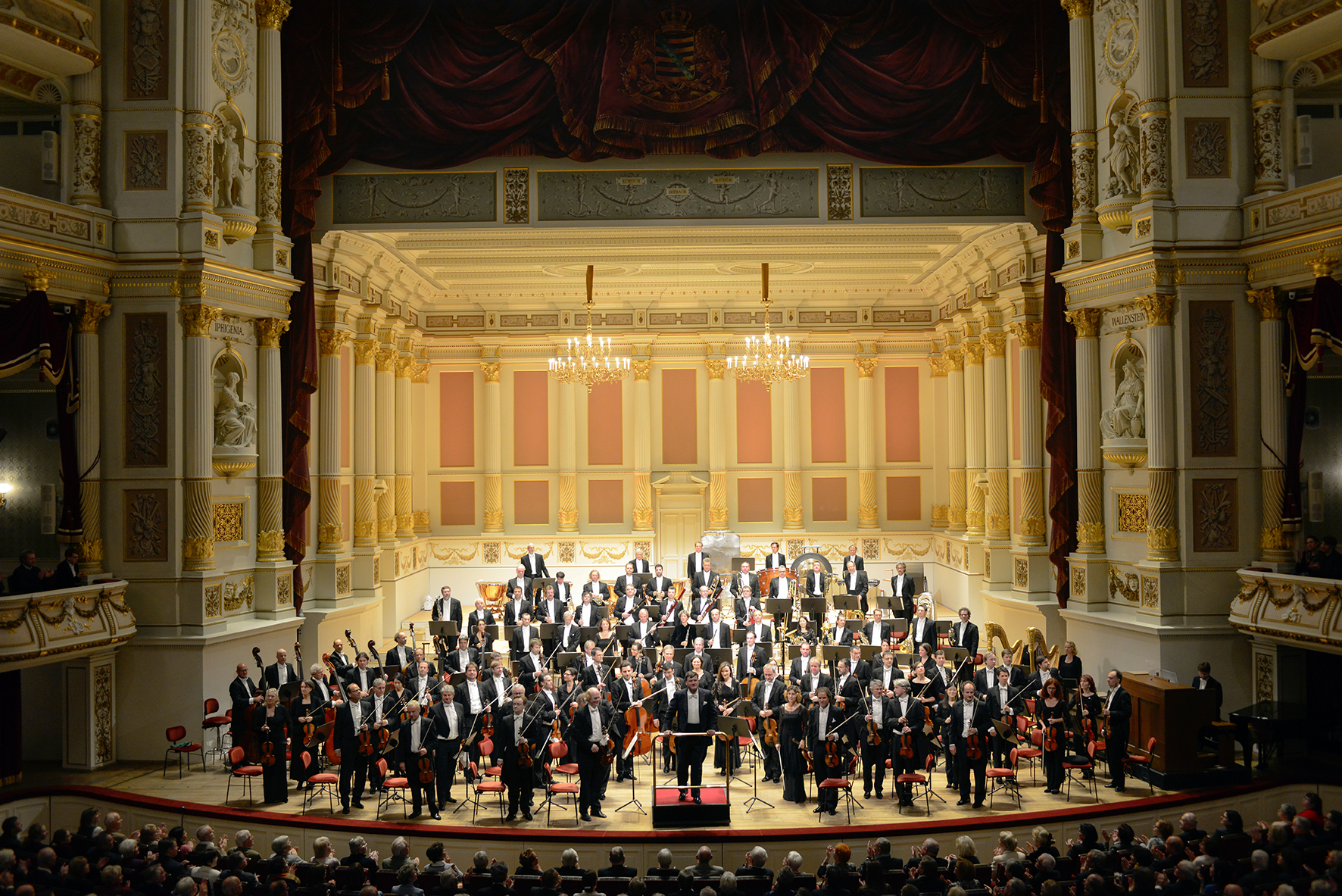
Sächsische Staatskapelle Dresden med chefsdirigenten Christian Thielemann på Semperoper i Dresden, 2015.

Sächsische Staatskapelle Dresden är en tysk symfoniorkester grundad av Johann Walter 1548 på uppdrag av kurfursten Moritz av Sachsen. Mellan 1949 och 1990 benämndes orkestern Staatskapelle Dresden.
Herbert Blomstedt var chefsdirigent för orkestern 1975–1985 och har tilldelats hederstiteln Ehrendirigent.

## Konstnärliga ledare
| - 1548–1554 Johann Walter - 1555–1568 Mattheus Le Maistre - 1568–1580 Antonio Scandello - 1580–1584 Giovanni Battista Pinello di Ghirardi - 1587–1619 Rogier Michael - 1615–1672 Heinrich Schütz - 1654–1680 Vincenzo Albrici - 1656–1680 Giovanni Andrea Bontempi - 1666–1688 Carlo Pallavicino - 1688–1700 Nicolaus Adam Strungk - 1697–1728 Johann Christoph Schmidt - 1717–1719 Antonio Lotti - 1717–1729 Johann David Heinichen - 1725–1733 Giovanni Alberto Ristori | - 1733–1763 Johann Adolph Hasse - 1776–1801 Johann Gottlieb Naumann - 1802–1806 Ferdinando Paer - 1810–1841 Francesco Morlacchi - 1816–1826 Carl Maria von Weber - 1826–1859 Carl Gottlieb Reißiger - 1843–1848 Richard Wagner - 1850–1880 Carl August Krebs - 1874–1877 Julius Rietz - 1877–1884 Franz Wüllner - 1884–1914 Ernst von Schuch - 1914–1921 Fritz Reiner - 1922–1933 Fritz Busch - 1934–1943 Karl Böhm | - 1943–1944 Karl Elmendorff - 1945–1950 Joseph Keilberth - 1949–1953 Rudolf Kempe - 1953–1955 Franz Konwitschny - 1956–1958 Lovro von Matačić - 1960–1964 Otmar Suitner - 1964–1967 Kurt Sanderling - 1966–1968 Martin Turnovský - 1975–1985 Herbert Blomstedt - 1985–1990 Hans Vonk - 1992–2001 Giuseppe Sinopoli - 2002–2004 Bernard Haitink - 2007–2010 Fabio Luisi - 2012– Christian Thielemann |